# Бауэр, Рудольф (спортсмен)
Рудольф Бауэр (венг. Bauer Rudolf; 2 января 1879, Будапешт — 9 ноября 1932, Dunatetétlen, Бач-Кишкун) — венгерский легкоатлет, чемпион летних олимпийских игр 1900 года.
На Играх Бауэр участвовал в соревнованиях по метанию диска. С новым олимпийским рекордом — 36,04 м — он выиграл состязание, получив золотую медаль.